# Agaocephala urus
Agaocephala urus är en skalbaggsart som beskrevs av Thomson 1860. Agaocephala urus ingår i släktet Agaocephala och familjen Dynastidae. Inga underarter finns listade i Catalogue of Life.